# Reprezentacja Norwegii w koszykówce mężczyzn
Reprezentacja Norwegii w koszykówce mężczyzn – drużyna, która reprezentuje Norwegię w koszykówce mężczyzn. Za jej funkcjonowanie odpowiedzialny jest Norweski Związek Koszykówki (NBF). Nigdy nie udało jej się zakwalifikować do Mistrzostw Europy, Mistrzostw Świata, czy Igrzysk Olimpijskich. Aktualnie nie należy do żadnej dywizji.